# Malin (ort i Irland)
Malin (iriska: Málainn) är en ort i republiken Irland.   Den ligger i grevskapet County Donegal och provinsen Ulster, i den norra delen av landet, 230 km norr om huvudstaden Dublin. Malin ligger 25 meter över havet och antalet invånare är 106.
Terrängen runt Malin är platt åt nordost, men åt sydväst är den kuperad. Runt Malin är det ganska glesbefolkat, med 28 invånare per kvadratkilometer. Närmaste större samhälle är Carndonagh, 5,5 km söder om Malin. Trakten runt Malin består i huvudsak av gräsmarker.